# Estación de Chiva
Chiva es una estación ferroviaria situada en el municipio español de Chiva en la provincia de Valencia, comunidad autónoma de la Comunidad Valenciana. Disponía de servicios de media distancia hasta el 8 de enero de 2021, y forma parte de la línea C-3 de Cercanías Valencia.

## Situación ferroviaria
La estación se encuentra en el punto kilométrico 53,8 de la línea férrea 310 de la red ferroviaria española que une Aranjuez con Valencia. Más concretamente, este kilometraje tiene que ver con la sección Utiel-Valencia donde Utiel se toma como pk.0. Tomando la línea en su conjunto, el pk. correspondiente es el 318,6. El tramo es de vía única y está sin electrificar. 

## Historia
La estación fue abierta al tráfico el 31 de julio de 1883 con la finalización del tramo Valencia-Buñol de la línea que pretendía unir inicialmente Valencia con Cuenca aunque finalmente se detuvo en Utiel. Las obras corrieron a cargo de la Sociedad de los Ferrocarriles de Cuenca a Valencia y Teruel, que en 1886 pasó a ser conocida como la Compañía de los Caminos de Hierro del Este de España. Sin grandes tráficos estables ni enlaces con ninguna línea de peso, «Este» se vio abocada a la bancarrota, siendo anexionada por la compañía «Norte» en 1892. Norte mantuvo la gestión de la estación hasta la nacionalización de la red de ancho ibérico en 1941 y la creación de RENFE. Desde el 1 de enero de 2005, tras la extinción de la antigua RENFE, Renfe Operadora explota la línea mientras que Adif es la titular de las infraestructuras.

## Servicios ferroviarios

### Cercanías
Forma parte de la línea C-3 de Cercanías Valencia. 
| procedencia/destino | < estación | Línea | estación > | destino/procedencia |
| ------------------- | ---------- | ----- | ---------- | ------------------- |
| Valencia-Norte      | Cheste     |       | Buñol      | Utiel               |

## Galería

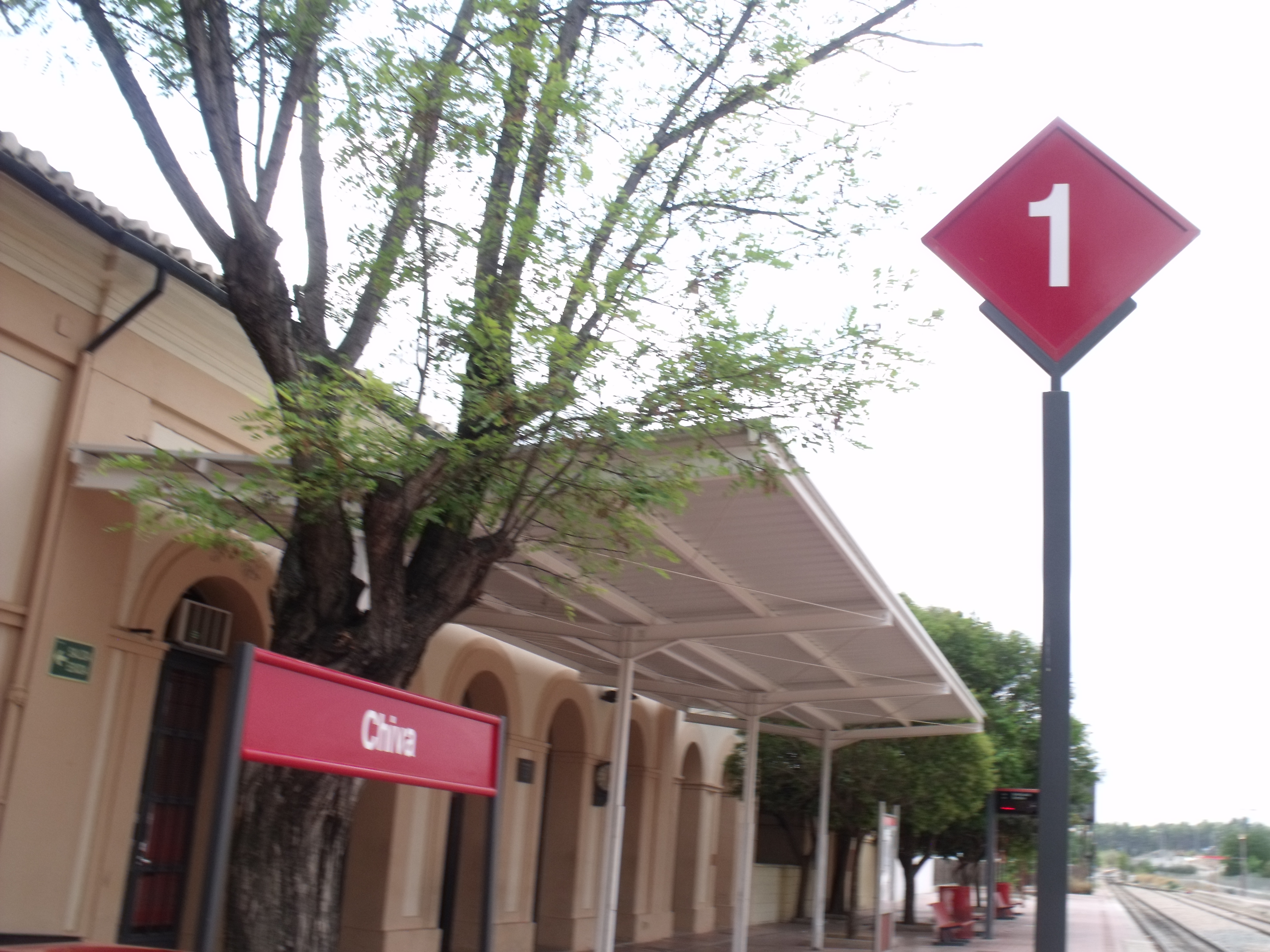
Andén 1.
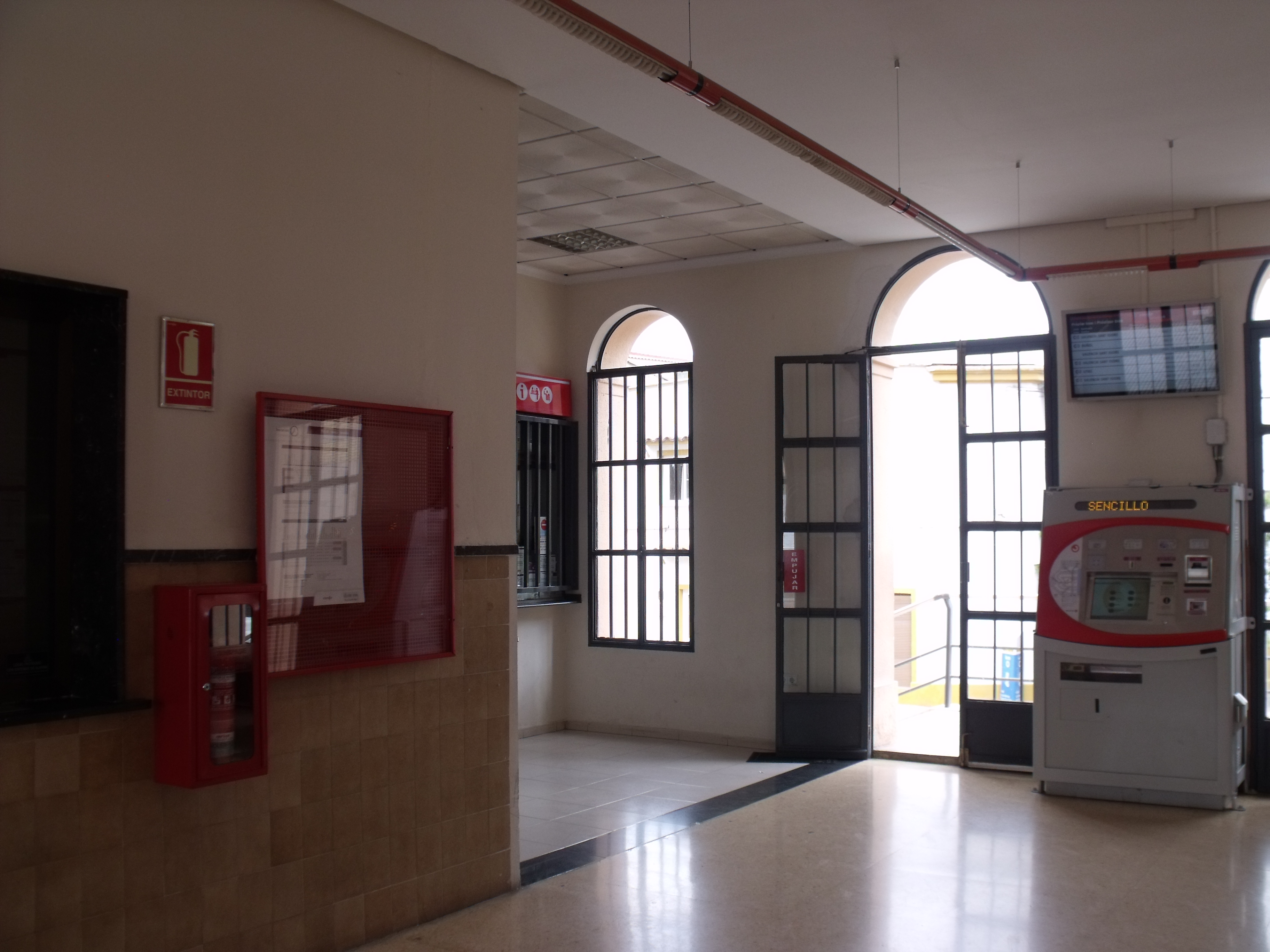
Interior del edificio.
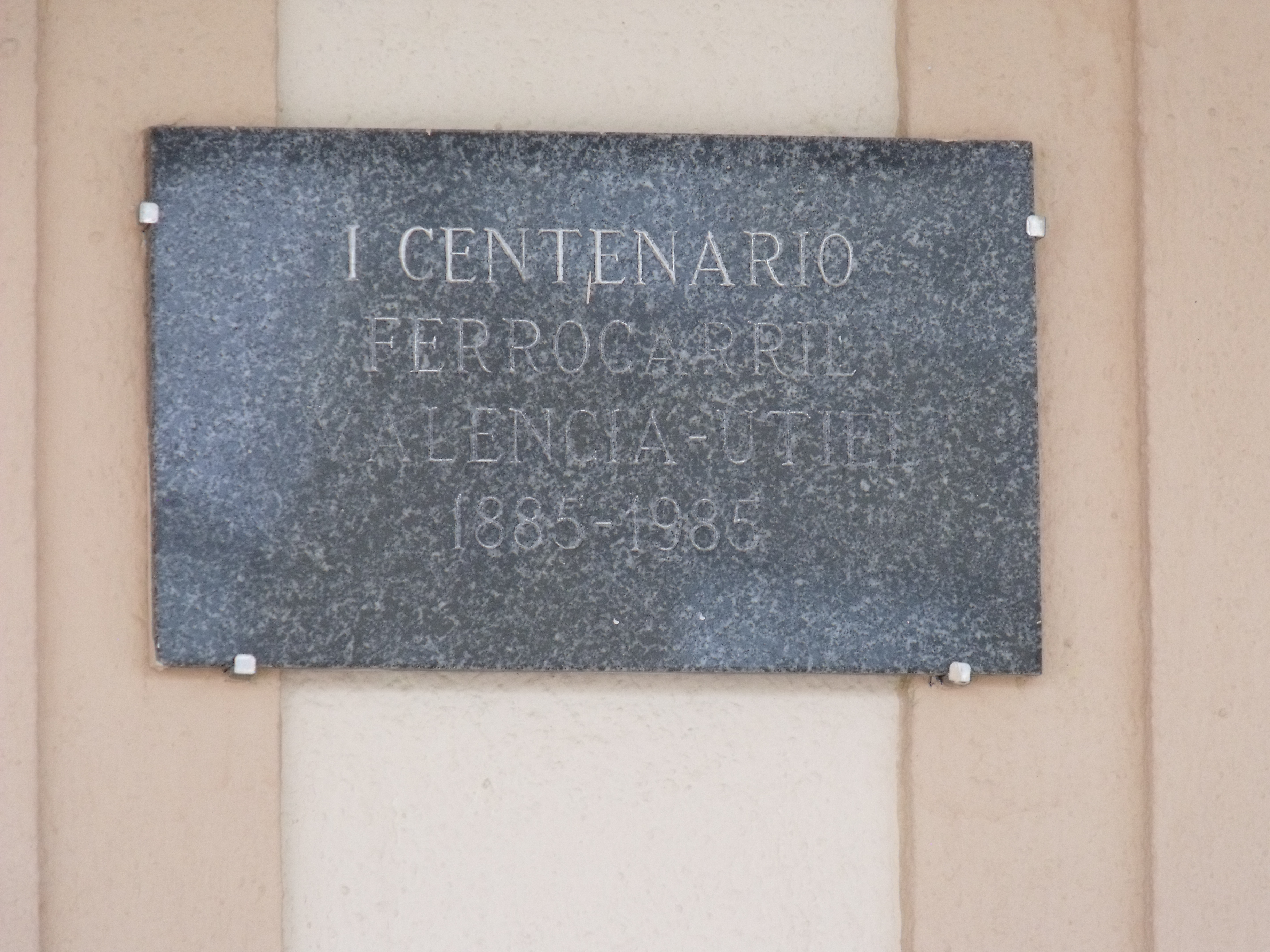
Placa conmemorativa del centenario (1885-1985).
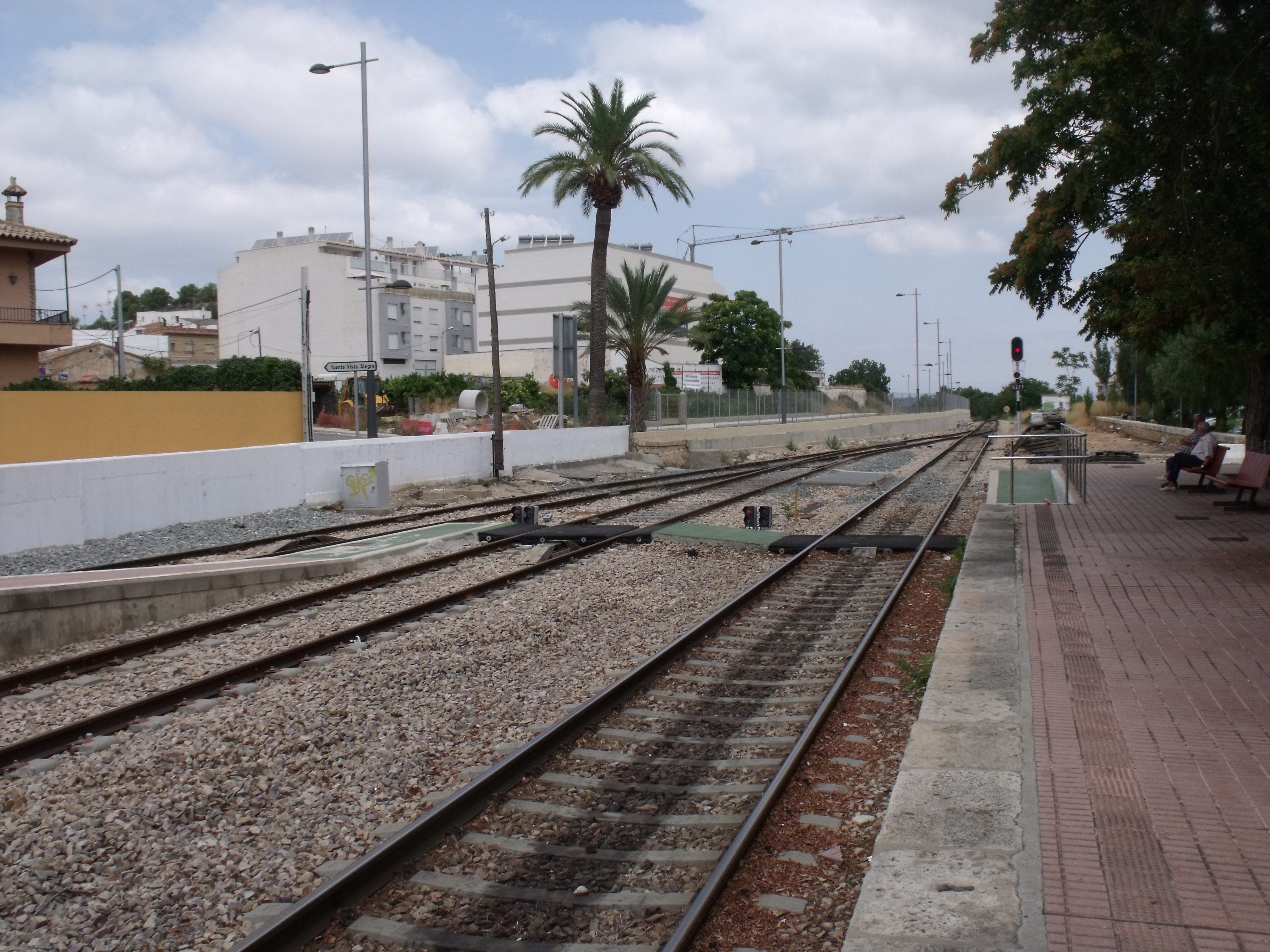
Playa de vías.